# Corrado Maria Daclon
Corrado María Daclon (Milán, 1963) es un científico y periodista italiano.

## Biografía

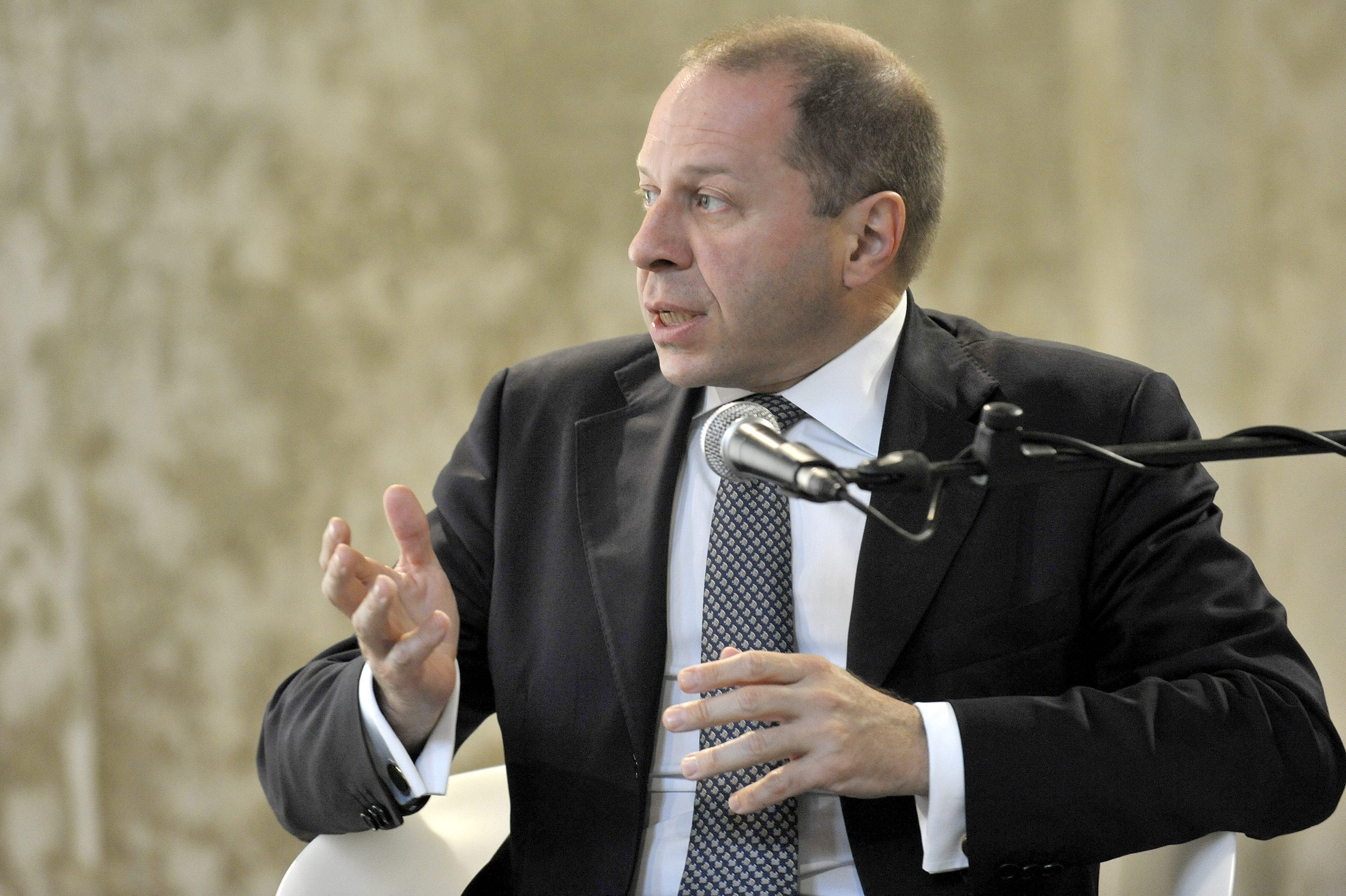
Corrado Maria Daclon

Desde 1995 fue catedrático de política medioambiental y geopolítica en la Universidad Ca' Fóscari de Venecia, Italia, periodista y escritor, colaborando también editorialmente con varias revistas internacionales especializadas en energía, geopolítica y medio ambiente. 
Desde 1987 dirige Pro Natura, la organización más antigua en Italia para la tutela del medio ambiente. 
Desde 1986 ha trabajado, al máximo nivel de asesoramiento, con varios Ministerios del Gobierno Italiano (primer ministro, ministro para el Medio Ambiente, ministro de la Investigación Científica, ministro de Agricultura, ministro de Educación). Desde 1999 Corrado María Daclon ha sido consultor y colaborador científico del Comité de Desafíos de la Sociedad Moderna de la OTAN y ha desarrollado también estrechas relaciones de trabajo con  responsables, al máximo nivel, de algunas instituciones internacionales y agencias federales como la Unión Europea (UE), NASA, Naciones Unidas (ONU) y el Consejo de Europa; ha publicado más de 60 artículos científicos y 16 libros, muchos de los cuales han sido adoptados como textos de estudio por parte de importantes universidades de Europa y de la región mediterránea. 
En la década del '90 fue miembro del Consejo de Administración del UNEP en Nairobi, ocupado en la preparación de la Cumbre de la Tierra de Río de Janeiro, conocida también como Conferencia de las Naciones Unidas sobre el Medio Ambiente y el Desarrollo. Desde el año 2000 representa el punto de referencia en Italia para el proyecto Carta de la Tierra. 
Asimismo, desde 2005 ha ocupado el cargo de Secretario General de la Fundación Italia-USA, una organización que mantiene estrechas relaciones con la Embajada de Estados Unidos en Roma.
La colaboración del Dr. Daclon con los niveles gubernamental y universitario le lleva a desarrollar su actividad en más de 60 países de Europa, África, Asia, América del Norte y Latinoamérica.